# Maria Alice de Mendonça
Maria Alice de Mendonça (, ) uma pianista e compositora brasileira intérprete de música contemporânea. 

## Estudos
Estudou com Linda Bustani, HJ Koellreutter e Antônio Guerreiro. Ela aperfeiçoou seus estudos em alta interpretação pianística no Brasil e no exterior com Luiz Carlos de Moura Castro, Heitor Alimonda, Gilberto Tinetti, Homero Magalhães, Antônio Guedes Barbosa (Brasil), Roberto Bravo (Chile), Vitaly Margulis, Roux Robert, Thomas Mastroianni e Boaz Sharon (EUA), Sergei Dorenski e Gambarian Maria (Rússia), Maria de Jesus Crespo (Espanha) e Carla Giudici (Itália). 
Maria Alice de Mendonça é doutora em Piano Performance pela University of California (UCLA), Los Angeles, onde se graduou com honras. Durante a sua pós-graduação, foi contemplada com bolsas de estudos: Gluck Music Performance Program, Mimi Alpert Feldman Scholarship Fund, Evelyn & Mo Ostin Prêmio Artes Cênicas, Clifton Webb Belas Artes de Bolsas de Estudo e o mais prestigiado "Dissertação de Bolsas Ano". 
Sua dissertação (2008) "A Evolução e a Transformação de Música Multidimensional na Cultura Contemporânea" aborda os fundamentos contextuais para uma emergente multidimensionalidade, em que a música se inclina em direção à consciência supraracional em que as qualidades espirituais da música podem melhor se desdobrar. O uso de fontes que vão desde teorias científicas (como física quântica, cosmologia e holografia) à contemporâneos exemplos musicais, além de estudos recentes sobre as conexões entre música e consciência, revela as formas em que a música multidimensional está ligada ao desenvolvimento científico vibracional da realidade e da consciência humana e como esta evidência pode transformar o papel da música, do intérprete e do compositor no século XX.
Seu sucesso foi ampliado para o campo acadêmico e pedagógico, obtendo as melhores notas no mestrado em Piano Performance (Universidade Federal do Rio de Janeiro) e na Pós-Graduação em Musicologia (Escola Brasileira de Música - Rio de Janeiro). Maria Alice também foi contratada pelo Ministério da Cultura para coordenar um projeto de musicalização básica para professores de um distrito de Juiz de Fora (Minas Gerais). 

## Reconhecimento
Vencedora do respeitado Grammy, conferido pela Academy of Recording Arts & Sciences em 2003, a pianista acumula prêmios no Brasil, como o primeiro lugar no Concurso Nacional de Araçatuba e o segundo no Concurso Nacional de Ribeirão Preto. Regularmente, é convidada para tocar em todo o país. À nível internacional, tem realizado concertos na Suíça, Alemanha, Itália, Espanha, França, Estados Unidos da América, República Checa e Rússia. 
Foi destaque na Badia di Cava Music Festival (Itália-1997) e no Festival Internacional de Música de Villaller (Espanha-1997). Recebeu também em 1997 prêmio pela Accademia Musicale Jacopo Napoli na Itália. 
Desde que conquistou o primeiro prêmio no concurso para o cargo de professor de Piano da Universidade do Rio de Janeiro (UNIRIO), em 1997, tem realizado importante trabalho como pesquisadora de música e educadora de uma nova geração de pianistas.

## Gravações
Maria Alice lançou dois CDs de música multidimensional com composições próprias, intitulados "A Metamorfose" e "Transcendental" (2004). Tem um toque internacional, que mescla música clássica - o minimalismo, o expressionismo, o impressionismo, a música fractal Ligeti - jazz e o fluxo sagrado da música oriental. 